# Robert Zakanitch
Robert Rahway Zakanitch (* 24. Mai 1935 in Elizabeth, New Jersey) ist ein US-amerikanischer Künstler der Pattern-and-Decoration-Bewegung.

## Leben und Werk
Robert Zakanitch wurde in Elizabeth geboren und wuchs in Rahway in New Jersey auf. Er besuchte die Newark School of Fine and Industrial Art und schloss sein Studium mit einem Bachelorabschluss ab. Anschließend zog er nach New York und arbeitete dort als Werbegrafiker.
In den 1960er Jahren begann er sein künstlerisches Werk mit Farbfeldmalerei, fertigte seit den 1970er Jahren allerdings verstärkt dekorative Malerei mit floralen Motiven. 1974 lehrte er an der University of California, San Diego, wo er auf Kim MacConnel und Miriam Shapiro traf, die sein Werk beeinflussten. Als er nach New York zurückkehrte, organisierte er ein Treffen in seinem Atelier mit einer Reihe von gleichgesinnten Künstlern, was einen entscheidenden Moment für die Begründung der Pattern and Decoration-Bewegung darstellte. Die Künstler vereinte ihr Interesse an der dekorativen Malerei, die sie als Alternative zum Minimalismus und zur Konzeptkunst ansahen, den vorherrschenden Kunstströmungen der Zeit, dazu gehörten Valerie Jaudon, Joyce Kozloff, Robert Kushner, Kim MacConnel und Miriam Schapiro. Seit der Mitte der 1970er Jahre entwickelte Zakanitch einen Stil, der auf Tapetenmustern und Linoleummustern basierte und häufig Lavendel- und Rosatöne beinhaltete.
Die Werke von Zakanitch sind in zahlreichen internationalen Sammlungen vertreten, darunter im Philadelphia Museum of Art, im Whitney Museum of American Art und im Museum of Modern Art.

## Ausstellungen (Auswahl)
- 2021: With Pleasure: Pattern and Decoration in American Art 1972-1985, Hessel Museum of Art, New York
- 2020: Love of Prints. Online-Ausstellung, Zane Benett Contemporary Art, Santa Fe[4]
- 2020: Pattern and Decoration, Ludwig Museum of Contemporary Art, Budapest
- 2017: Robert Zakanitch: Garden of Ornament, Hudson River Museum, New York
- 2016: Robert Zakanitch: In the Garden of the Moon, Nancy Hoffman Gallery, New York
- 2007: Robert Rahway Zakanitch. The Lace Paintings, Locks Gallery, Philadelphia[5]
- 1984: An International Survey of Recent Painting and Sculpture, Museum of Modern Art, New York[6]
- 1978: New Art for the New Year, Museum of Modern Art, New York[7]
- 1977: Pattern Painting, Museum of Modern Art, New York[8]